# Луций Хиртулей
Луций Хиртулей (на латински: Lucius Hirtuleius) е лейтенант при Популарския Квинт Серторий и участва в Серторианската война от 80 пр.н.е. до смъртта си през 75 пр.н.е.
През 82 пр.н.е. Хиртулей отива на Иберийския полуостров при приятеля си Серторий. Серторий създава на Испания за осем години независимо от Рим царство в Испания.
През 79 пр.н.е. като квестор защитава владението в битки против Квинт Цецилий Метел Пий. През 76 пр.н.е. заедно с претора Марк Перперна се бие с дошлия там Помпей.